# Felix Kucher

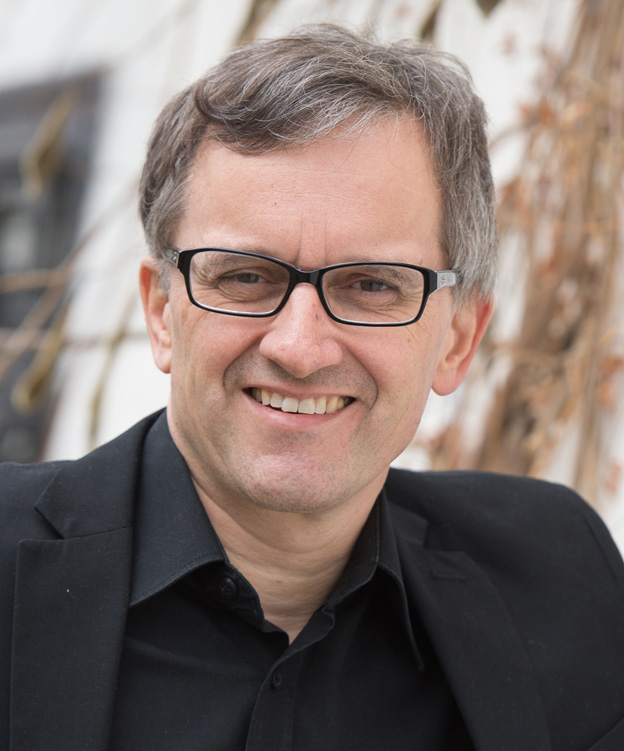
Felix Kucher (2016)

Felix Kucher (* 23. Oktober 1965 in Klagenfurt am Wörthersee, Kärnten) ist ein österreichischer Schriftsteller. Er lebt und arbeitet in Klagenfurt und Wien.

## Leben
Felix Kucher wuchs in Völkermarkt auf. Er studierte Klassische Philologie, Theologie und Philosophie in Graz, Bologna und Klagenfurt. Seine Diplomarbeit verfasste er 1991 aus Klassischer Philologie an der Karl-Franzens-Universität Graz über Francesco Petrarcas lateinischen Traktat De otio religioso.  Die Dissertation aus Philosophie an der Alpen-Adria-Universität Klagenfurt 1994 hatte das Thema Rhetorik vs. Dialektik.
Kucher arbeitete als Lehrer an verschiedenen Kärntner Schulen und war Bio-Weinbauer im Nebenerwerb. Aktuell ist er Schulleiter in Villach.
2016 veröffentlichte er seinen Debütroman Malcontenta. Kucher stand 2016 auf der Longlist des Würth-Literaturpreises und des Frankfurter Orthographiepreises.

## Werke
- Malcontenta. Roman. Picus Verlag, Wien 2016, ISBN 978-3-7117-2041-2.
- Rechtsmedizin. Kurzgeschichte. In: Kurz-Info, Schränkung und Blattstärke. Hrsg. von Dorothee Kimmich und Philipp Ostrowicz, unter Mitarbeit von Caroline Merkel.  Swiridoff, Künzelsau 2016, S. 65–70.
- Daily Selfie. Kurzgeschichte, in: Edith-Ulla Gasser (Hrsg.): Aber sicher. Die besten Texte aus dem Ö1 Literaturwettbewerb. Braumüller, Wien 2017, S. 159–180.
- Kamnik. Roman. Picus Verlag, Wien 2018, ISBN 978-3-7117-2058-0.
- Der Fluch. Kurzgeschichte, in: Ärztekammer Österreich (Hrsg.): Gesund schreiben. Braumüller, Wien 2020, S. 89–106.
- Sie haben mich nicht gekriegt. Roman. Picus Verlag, Wien 2021, ISBN 978-3-7117-2104-4.
- Vegetarianer. Roman. Picus Verlag, Wien 2022, ISBN 978-3-7117-2120-4.
- Von Stufe zu Stufe. Roman. Picus Verlag, Wien 2025, ISBN  978-3-7117-2155-6.[5]

Beiträge in Anthologien und für das Radioprogramm Ö1.